# アルバトロス級コルベット
アルバトロス級コルベット（イタリア語: Corvetta Classe Albatros）は、イタリアが第二次世界大戦後初めて建造したコルベットの艦級。同国海軍のほか、オランダ海軍やデンマーク海軍でも運用された。また準同型艦がインドネシア海軍、イラン海軍とタイ王国海軍でも運用された。

## 設計
本級は、輸出用にアンサルド社 (Gio. Ansaldo & C.) が開発した設計を採用している。主機としてはフィアットM409ディーゼルエンジン2基を搭載し、スクリュープロペラ2軸を駆動する。電源の合計出力は1,200キロワットであった。
艦砲としては、当初は90mm砲を搭載する予定だったが、実際には62口径76mm単装砲（SMP3ソヴラポスト）が搭載された。ただしこの砲はあまりに複雑であり動作不良が続発したことから、1963年に70口径40mm連装機銃に換装された。
対潜兵器としては、イタリア国産のメノン 305mm対潜迫撃砲とヘッジホッグMk.11対潜迫撃砲、爆雷投射軌条1条を搭載した。その後、上記の艦砲の換装とあわせてメノンも撤去され、324mm3連装短魚雷発射管が搭載された。

## 同型艦

### 一覧表
| 運用国     | 米船体番号 | #    | 艦名                      | 造船所                                | 進水            | 就役            | 退役            |
| ---------- | ---------- | ---- | ------------------------- | ------------------------------------- | --------------- | --------------- | --------------- |
| イタリア   | PCE-1619   | F543 | アルバトロス ITS Albatros | カステッランマーテ・ ディ・スタービア | 1954年 7月18日  | 1955年 6月1日   | 1986年 4月30日  |
| イタリア   | PCE-1620   | F544 | アルシオーネ ITS Alcione  | カステッランマーテ・ ディ・スタービア | 1954年 9月19日  | 1955年 10月23日 | 1992年          |
| イタリア   | PCE-1621   | F545 | アイローネ ITS Airone     | カステッランマーテ・ ディ・スタービア | 1954年 11月21日 | 1955年 11月21日 | 1992年          |
| イタリア   | PCE-1626   | F542 | アクィラ ITS Aquila       | マルゲーラ                            | 1954年 7月31日  | 1961年 10月18日 | 1992年          |
| オランダ   | PCE-1626   | F823 | リンクス HNLMS Lynx       | マルゲーラ                            | 1954年 7月31日  | 1956年 10月2日  | 1961年 10月18日 |
| デンマーク | PCE-1622   | F344 | ベローナ HDMS Bellona     | カステッランマーテ・ ディ・スタービア | 1955年 1月9日   | 1957年 2月2日   | 1981年 1月9日   |
| デンマーク | PCE-1623   | F345 | ディアナ HDMS Diana       | リヴァ・トリゴソ                      | 1954年 12月19日 | 1955年 7月30日  | 1975年 8月30日  |
| デンマーク | PCE-1624   | F346 | フローラ HDMS Flora       | リヴァ・トリゴソ                      | 1955年 6月25日  | 1956年 8月28日  | 1977年          |
| デンマーク | PCE-1625   | F347 | トリトン HDMS Triton      | トーシ・ディ・ タラント               | 1954年 9月12日  | 1955年 8月10日  | 1981年 1月9日   |

8隻がイタリアで建造され、3隻がイタリア海軍で就役した。また1隻（「リンクス」）はオランダ海軍、4隻（トリトン級）はデンマーク海軍に供与された。これらはNATOの相互防衛援助協定（Mutual Defense Assistance Act）に基づいてアメリカが資金援助を行なっており、アメリカ海軍の駆潜艇としての船体分類記号が付与されている。
その後、オランダ海軍に供与された「リンクス」は1961年に同国海軍を退役し、一旦書類上でアメリカに返還された上でイタリア海軍に売却された。

### 運用史
アルバトロス級コルベットは、イタリア海軍において対潜哨戒や警戒・監視を主な任務としていたほか、士官候補生の訓練艦としても利用された。イタリア海軍においては1986年に1番艦アルバトロスが退役し、他の3隻も1992年には全て退役した。デンマーク海軍においてはイタリア海軍よりも早く、1975年から1981年にかけて4隻全てが退役した。

### 準同型艦
イタリア海軍では、1960年代に入ると船楼を艦首側に延長して船首楼船型とし、装備も更新した発展型のピエトロ・ディ・クリストファロ級の建造に着手し、1964年・1965年に4隻を就役させた。
またアンサルド社では、インドネシア海軍向けの発展型としてパチムラ級（満載1,200トン・全長82.4メートル）2隻を建造し、1958年に竣工させた。
アメリカ海軍も本級の建造の権利を取得し、軍事援助の一環として、パチムラ級に準じた設計でPF-103級6隻を建造し、イラン海軍とタイ王国海軍に引き渡した。